# Estación de Courcelle-sur-Yvette
La estación de Courcelle-sobre-Yvette es una estación ferroviaria francesaubicada en el municipio de Gif-sur-Yvette (departamento de Essonne).
Es una estación de la RATP que forma parte de la línea B del RER. Es, junto a la de Gif-sur-Yvette una de las dos estaciones del municipio.

## Situación

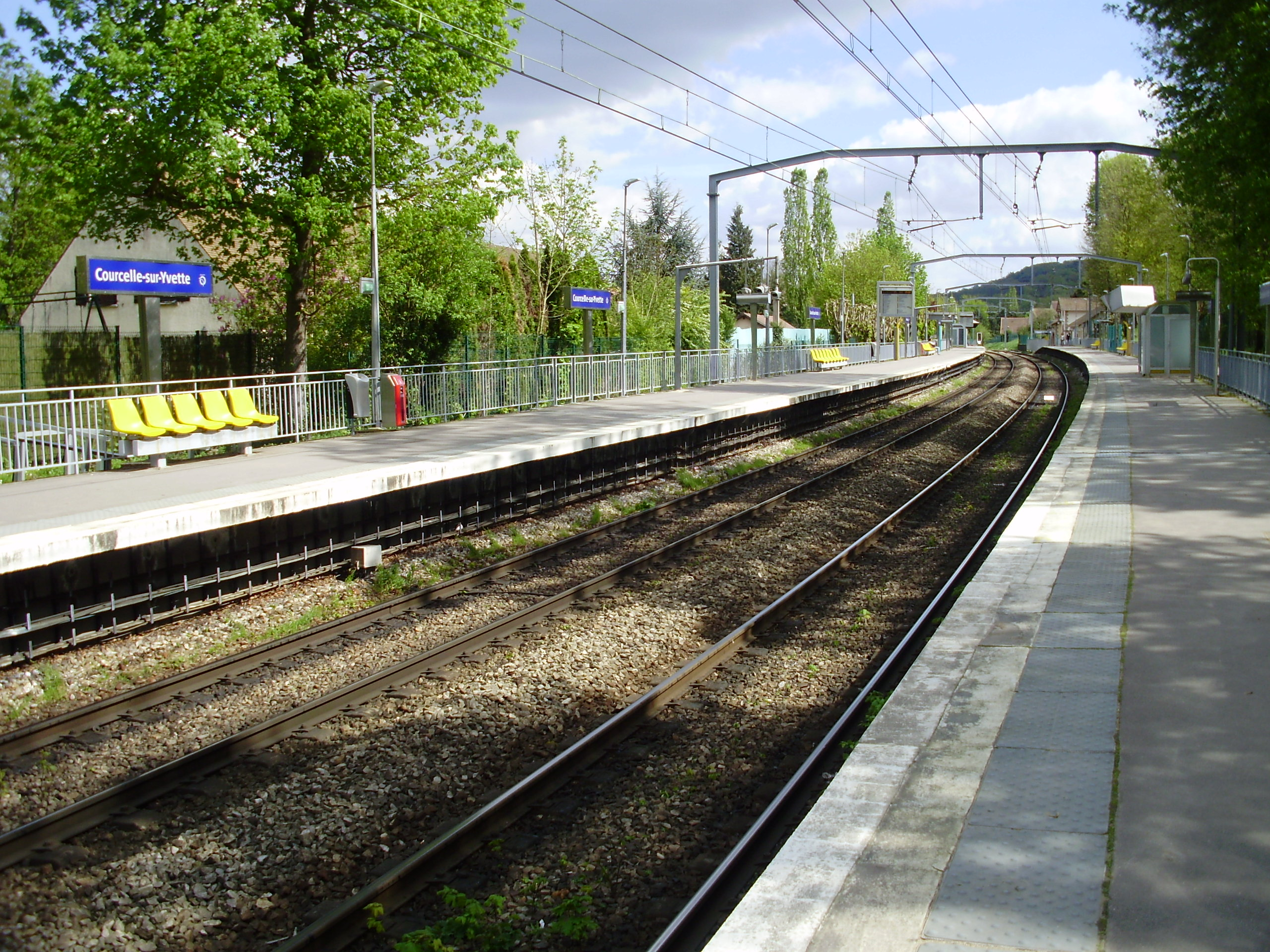
Andenes y vías mirando hacia Aéroport CDG 2/Mitry - Claye.

La estación está en el barrio de Courcelle, algo alejada del centro de Gif-sur-Yvette.
Forma parte del ramal B4 de la línea B del RER.
El cambio de vías se efectúa por un pasaje subterráneo puesto en servicio el 15 de septiembre de 1983. Antes se realizada por unas tablas en las vías.
En 2011, 571 411 viajeros utilizaron esta estación.